# ريتشارد كين (سائق سيارة سباق)
ريتشارد كين (بالإنجليزية: Richard Keen)‏ هو سائق سيارة سباق بريطاني، ولد في 3 سبتمبر 1986 في أمرشام ‏ في المملكة المتحدة.

## روابط خارجية
- ريتشارد كين على موقع DriverDB.com (الإنجليزية)